# Giannīs Geōrgalīs
Iōannīs Geōrgalīs, detto Giannīs (in greco Ιωάννης "Γιάννης" Γεωργαλής?; Sydney, 17 maggio 1983), è un allenatore di pallacanestro ed ex cestista greco.